# Rue de la Ganterie (Paris, les Halles)
La rue de la Ganterie est une ancienne rue de Paris qui a disparu lors des divers remaniements, au cours des siècles, de l'actuel quartier des Halles.

## Origine du nom
Elle doit son nom aux gantiers qui y étaient installés. 

## Situation
Cette rue, située dans le quartier des Marchés, au cœur des Halles, dans l'ancien 4e arrondissement, était le côté est de la rue de la Lingerie[pas clair], le côté opposé au cimetière des Innocents,.
Guillot de Paris indique que cette rue était dans le prolongement de la rue o Fevre et reliait la rue de la Lingerie à la rue de la Tonnellerie.

## Historique
Elle est citée par Guillot de Paris  dans Le Dit des rues de Paris dans les vers :

Tantost trouvai la Ganterie,

À l'encontre est la Lingerie.
Jacques Hillairet et Jean de La Tynna indiquent que la fermeture du cimetière des Innocents entraina la disparition de l'ancienne rue de la Lingerie et seul le nom de l'ancienne rue de la Ganterie subsista, sous l'appellation « rue de la Lingerie ».